# Mammillaria geminispina
Mammillaria geminispina (укр. Мамілярія парноколючкова, Мамілярія гемініспіна) —сукулентна рослина з роду мамілярія (Mammillaria) родини кактусових (Cactaceae).
Один з найстаріших і найвідоміших видів, вперше описаний Адріаном Гавортом у «Philosophical Magazine and Journal» ще у 1824 році.

## Етимологія

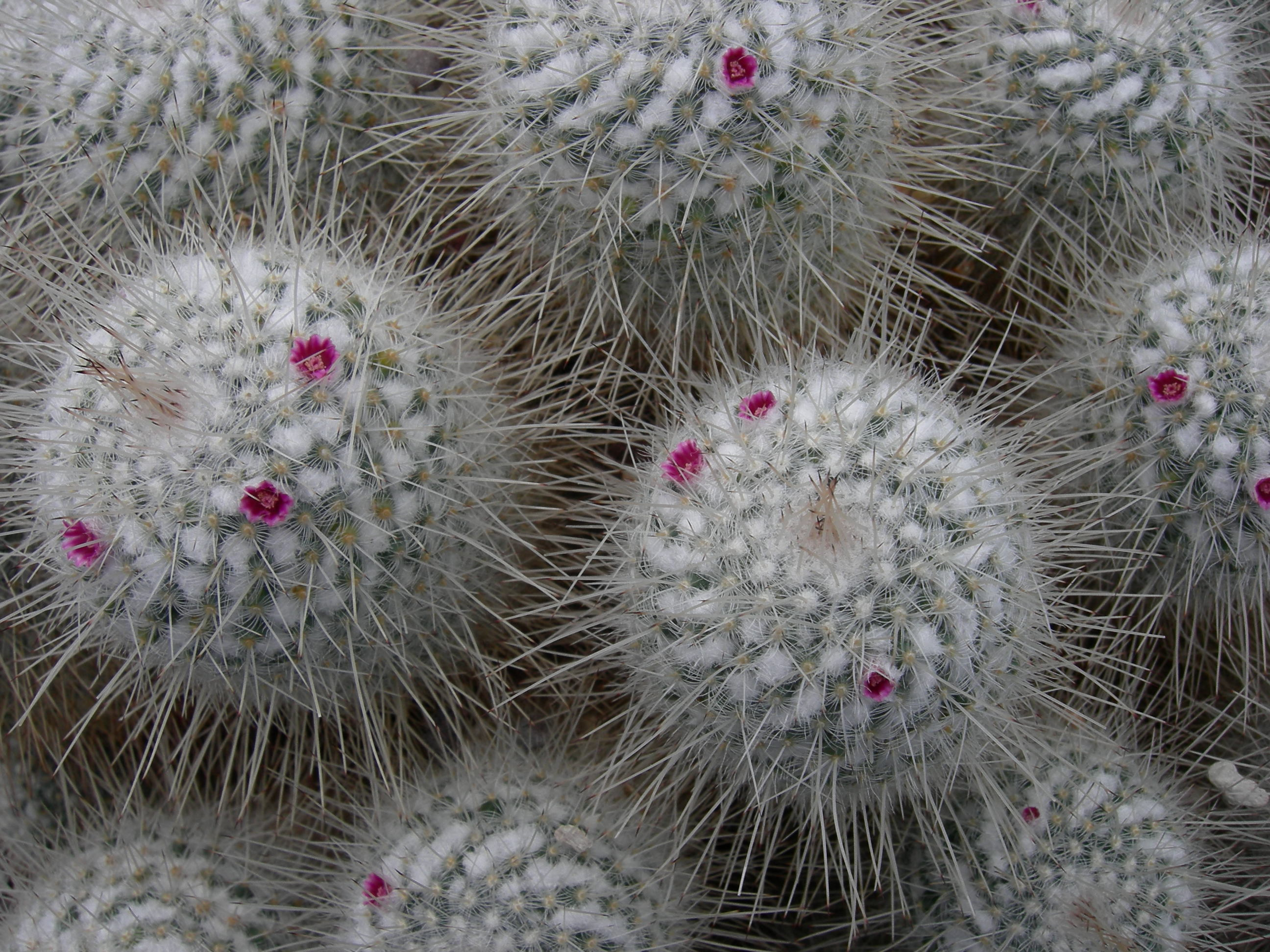

Видова назва складена з лат. gemini — подвійна, та лат. spina — шип, колючка, що пов'язано з парною центральною колючкою ареол.

## Ареал
Енденмічна рослина Мексики. Ареал розташований у штатах Ідальго, Керетаро і Сан-Луїс-Потосі. Місцева назва «Беліла».

## Екологія
Цей вид зустрічається в ксерофітному скребі на вапняних ґрунтах. Утворює колонії.

## Морфологічний опис
Рослини поодинокі, іноді з віком групуються.
| Орган              | Опис                                                                                             |
| Коріння            |                                                                                                  |
| Стебло             | приплюснуто-кулясте до коротко-циліндричного, заввишки 15-20 см, 9-10 см або більше в діаметрі.  |
| Епідерміс          | світло-зелений.                                                                                  |
| Маміли             | стислі, пірамідальні, з молочним соком.                                                          |
| Ареоли             |                                                                                                  |
| Аксили             | з білим пухом.                                                                                   |
| Центральні колючки | 4-7, зазвичай 6, рожеві з темнішими кінцями, завдовжки до 8 мм.                                  |
| Радіальні колючки  | 20-24, іноді відсутні, тонкі, голко- або щетиноподібні, іноді сплюснуті, білі, завдовжки 3-6 мм. |
| Квіти              | від білих до рожевих, 10-15 мм завдовжки і в діаметрі.                                           |
| Бутони             |                                                                                                  |
| Зовнішні пелюстки  |                                                                                                  |
| Внутрішні пелюстки |                                                                                                  |
| Тичинки            |                                                                                                  |
| Маточка            |                                                                                                  |
| Плоди              | червоні.                                                                                         |
| Насіння            | коричневе.                                                                                       |

## Підвиди

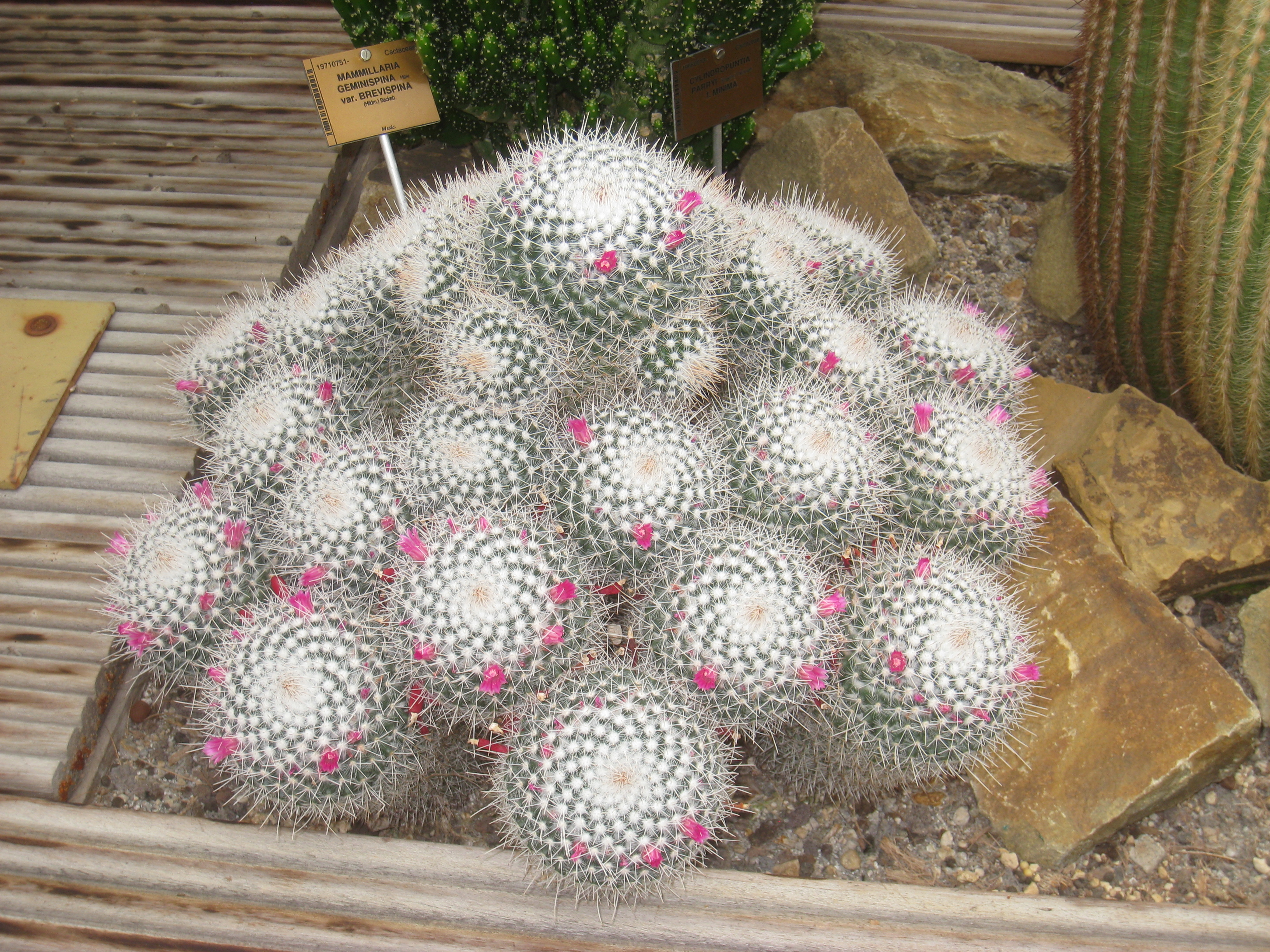
Цвітіння Mammillaria geminispina

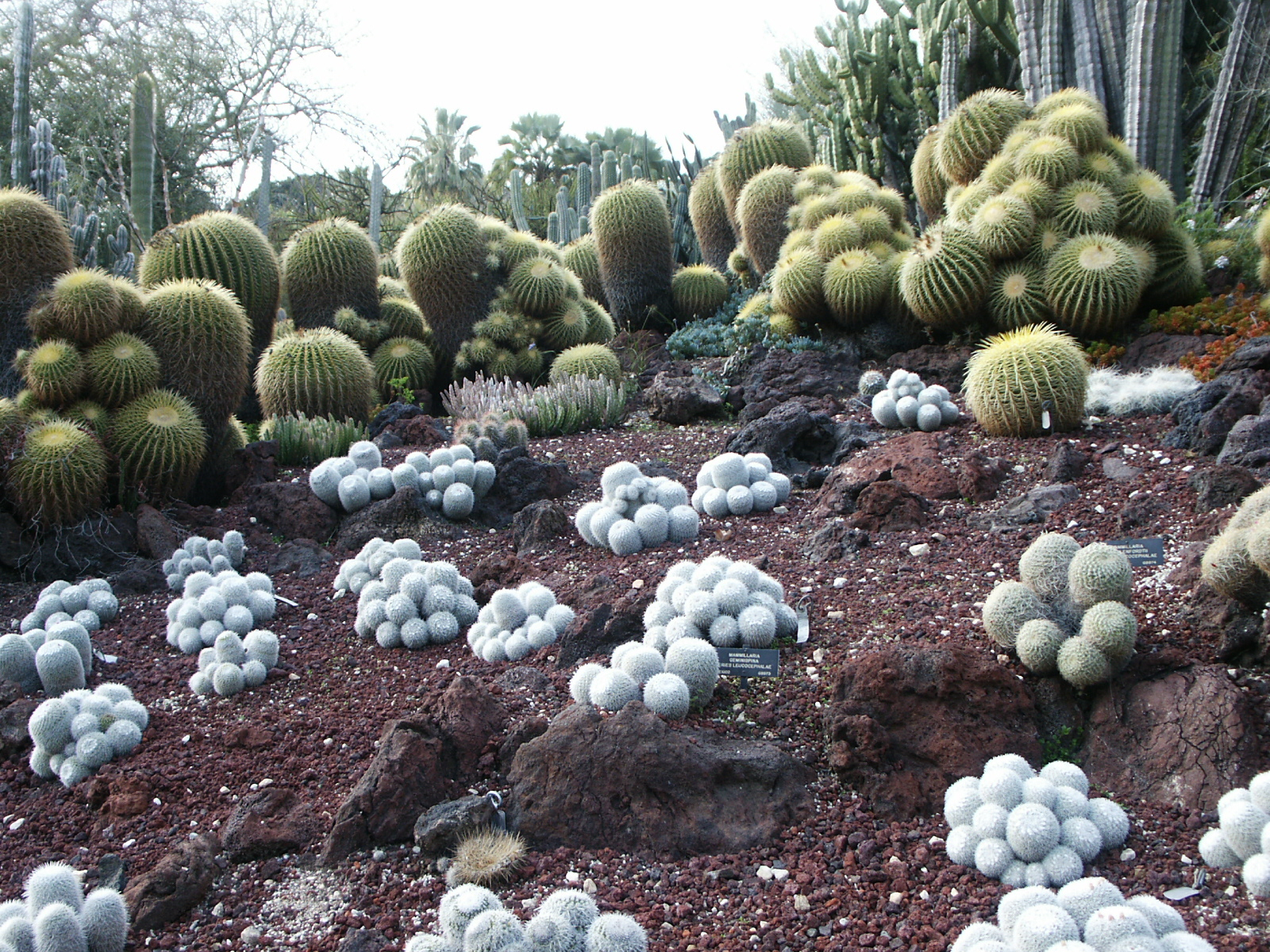
Mammillaria geminispina на фоні Echinocactus grusonii

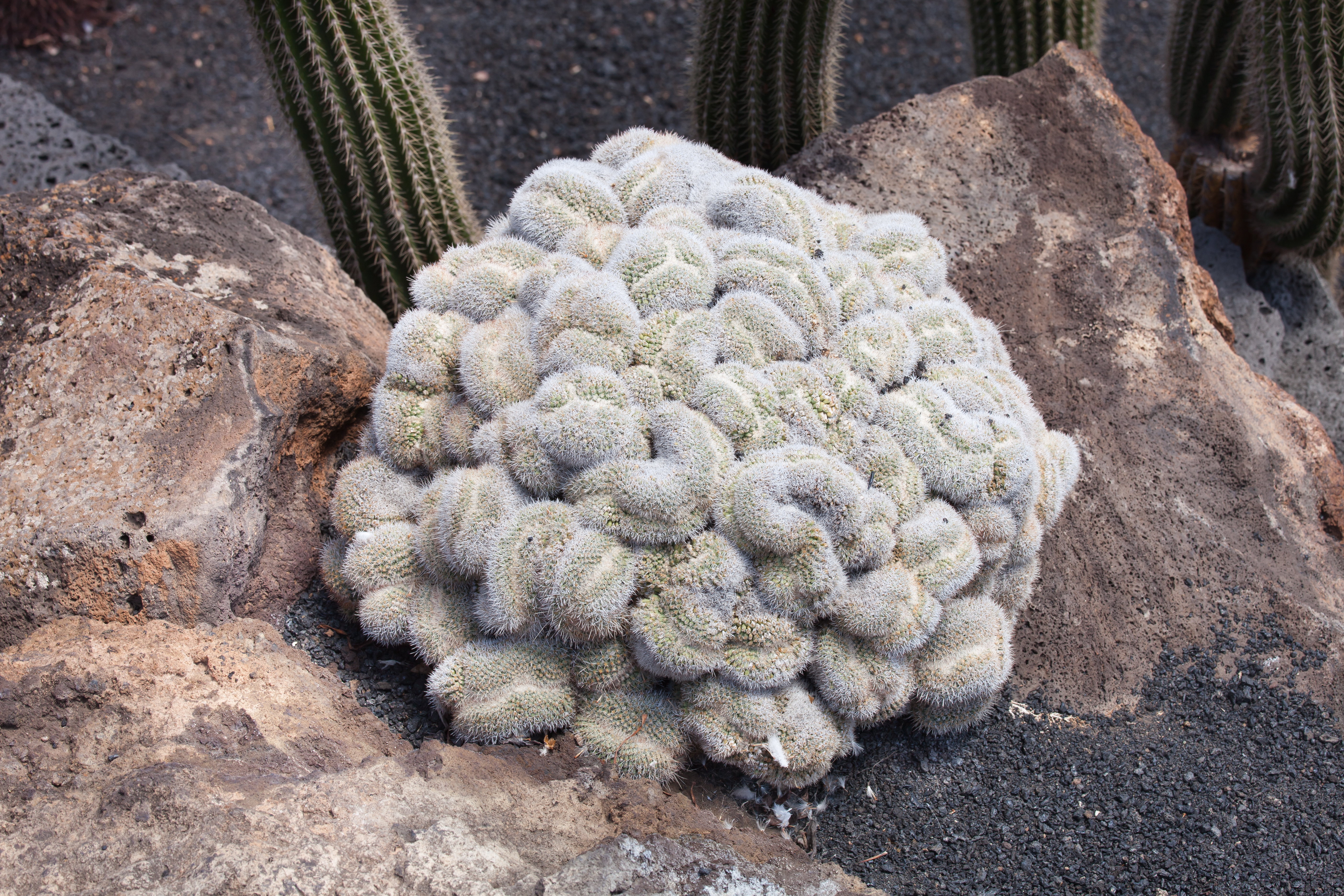
Кристатна форма Mammillaria geminispina

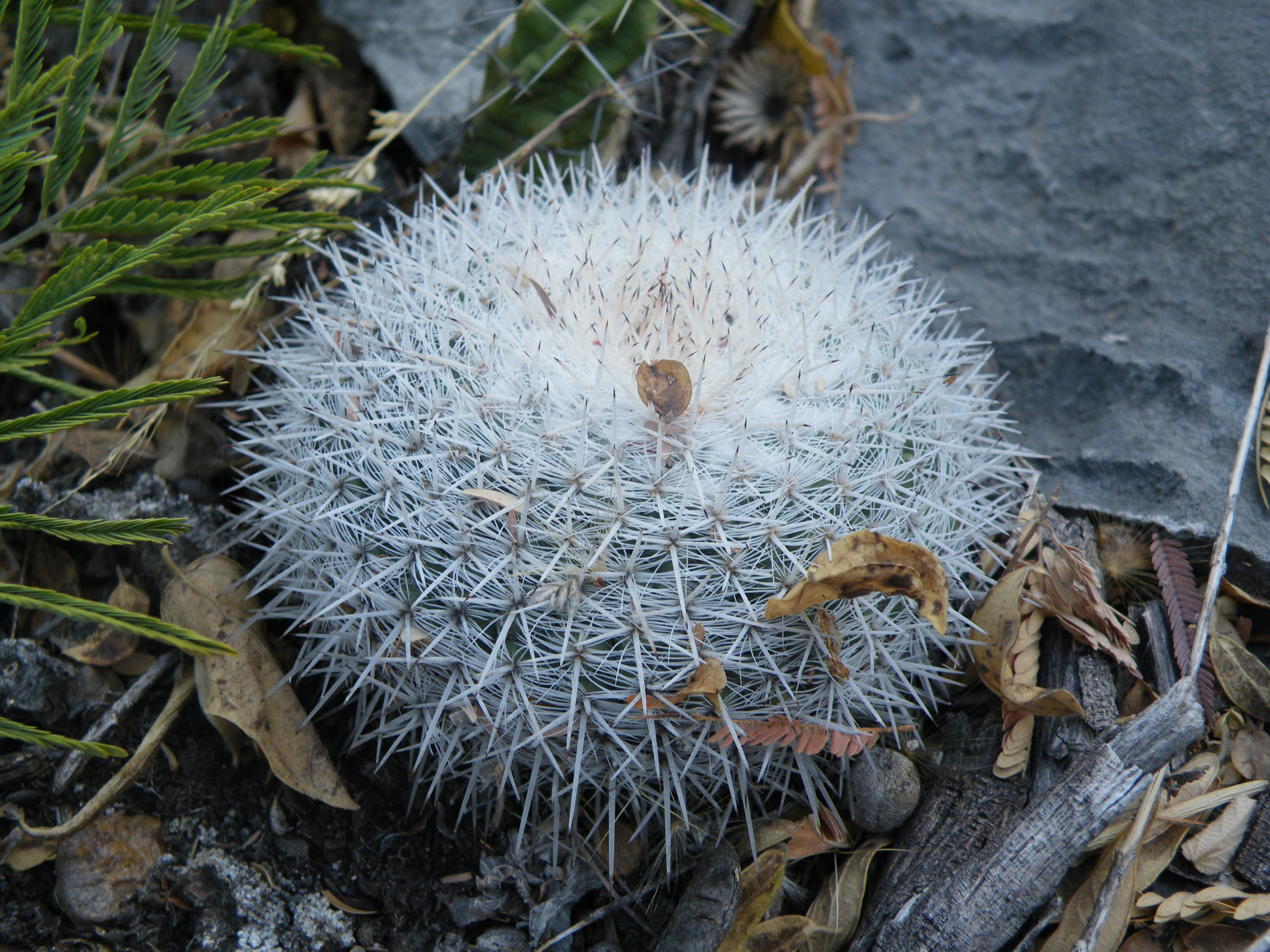
Mammillaria geminispina subsp. leucocentra у природних умовах неподалік Гуамучил, штат Гуанахуато

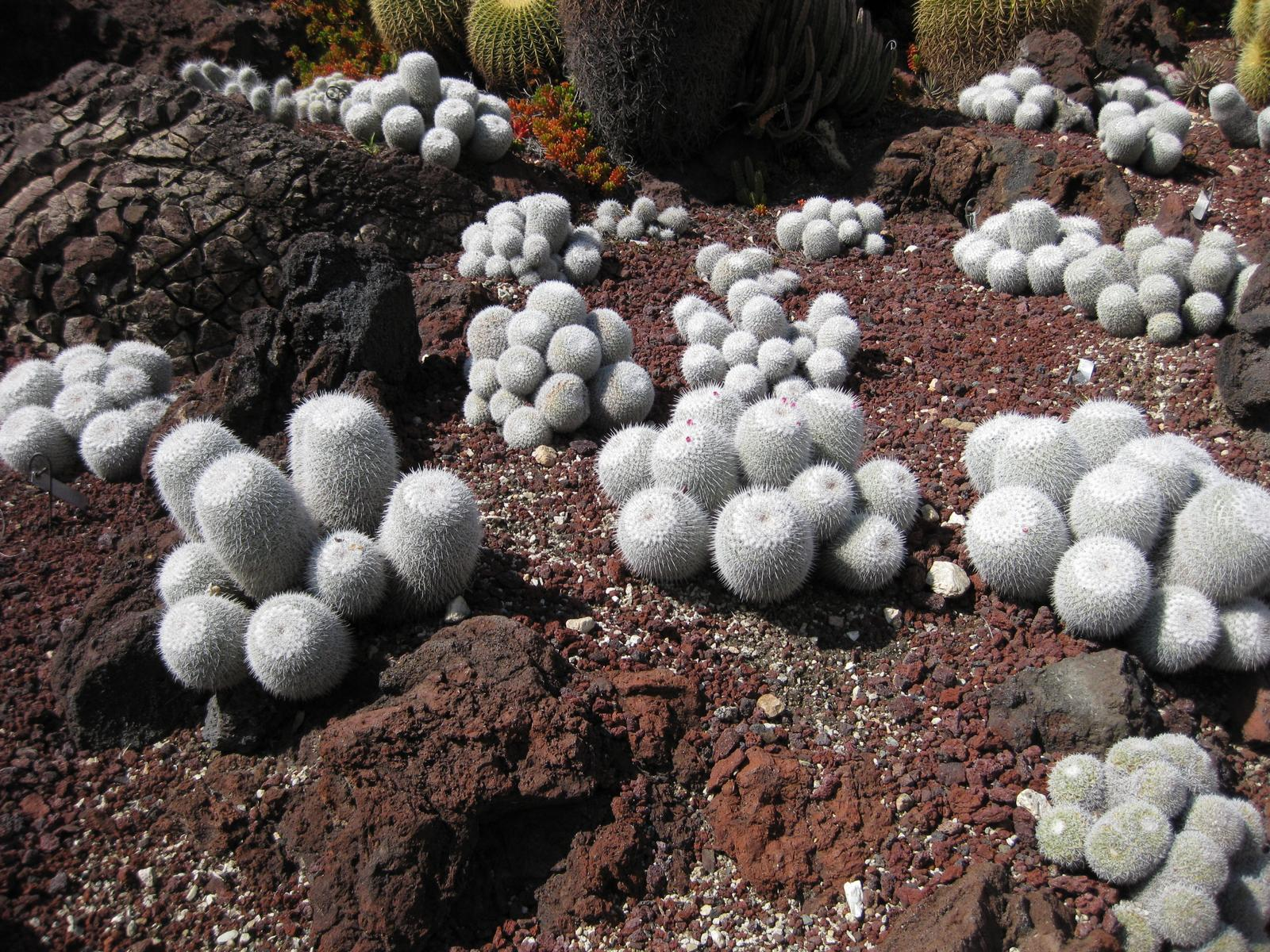
Mammillaria geminispina в Гантінгтонському ботанічному саду (Huntington Botanical Gardens)

### Mammillaria geminispina subsp. geminispina
Синоніми:

Mammillaria nobilis Pfeiff. 1840

Mammillaria geminispina var. nivea Borg 1951

Mammillaria geminispina var. brevispina (Hildm.) Backeb. 1961

Mammillaria geminispina var. nobilis (Pfeiff.) Backeb. 1961

Рослина дає відростки, формує великі групи.

Стебло від кулястого до циліндричного, або має булавоподібну форму, від 9 до 18 см заввишки, до 8 см в діаметрі.

Аксили — з білим пухом і з щетинками. Щетинки білі, від 10 до 20 штук, довжиною більш-менш як туберкули.

Радіальних колючок — від 16 до 20, довжиною 5-7 мм, тонкі, глковидні, крейдоподібно-білі, прямі або трохи зігнуті.

Центральних колючок — 2 (в описі Пілбіма від 2 до 4, іноді 6), по довжині змінюються від рослини до рослини (від 7 до 15 мм), верхні колючки довжиною від 25 до 40 мм, міцні, голкоподібні, прямі або трохи зігнуті, крейдоподібно-білі з темними (коричневими) кінцями.

Квіти — близько 2 см завдовжки, яскраво-червоні, з блідішими краями, рильця від рожево-червоних до рожево-жовтих.

Плоди — яскраво-червоні.

Насіння — коричневе.

Ареал зростання — Мексика, штати Ідальго, Керетаро і Сан-Луїс-Потосі, на висоті від 100 до 1850 метрів над рівнем моря.

### Mammillaria geminispina subsp. leucocentra
Синоніми:

Mammillaria leucocentra Berg 1840

Mammillaria albata Reppenhagen 1987

Mammillaria albata var. longispina

Mammillaria albata var. sanciro

Пілбім (Pilbeam) пише, що цей підвид подібний типовому.

Одиночна рослина (швидше за все в культурі утворить групи).

Аксили з білим пухом.

Радіальні колючки — численні, преплетенние, білі, більш тонкі, ніж центральні.

Центральних колючок — 5, чи 6, довжиною від 8 до 12 мм, чисто-білі, тверді, прямі, шилоподібні, з чорнуватими кінцями, самі нижні колючки довші і спрямовані вниз.

Ареал зростання — Мексика, штати Ідальго, Керетаро і Сан-Луїс-Потосі, на висоті від 900 до 1500 метрів над рівнем моря.

## Охоронні заходи
Mammillaria geminispina входить до Червоного списку Міжнародного союзу охорони природи видів, з найменшим ризиком (LC). Вид має досить численні стабільні субпопуляції в межах свого відносно вузького ареалу без будь-яких серйозних загроз.
Охороняється Конвенцією про міжнародну торгівлю видами дикої фауни і флори, що перебувають під загрозою зникнення (CITES).

## Використання
Ця рослина широко використовується як декоративна.

## Синоніми
- Mammillaria elegans DC., 1828

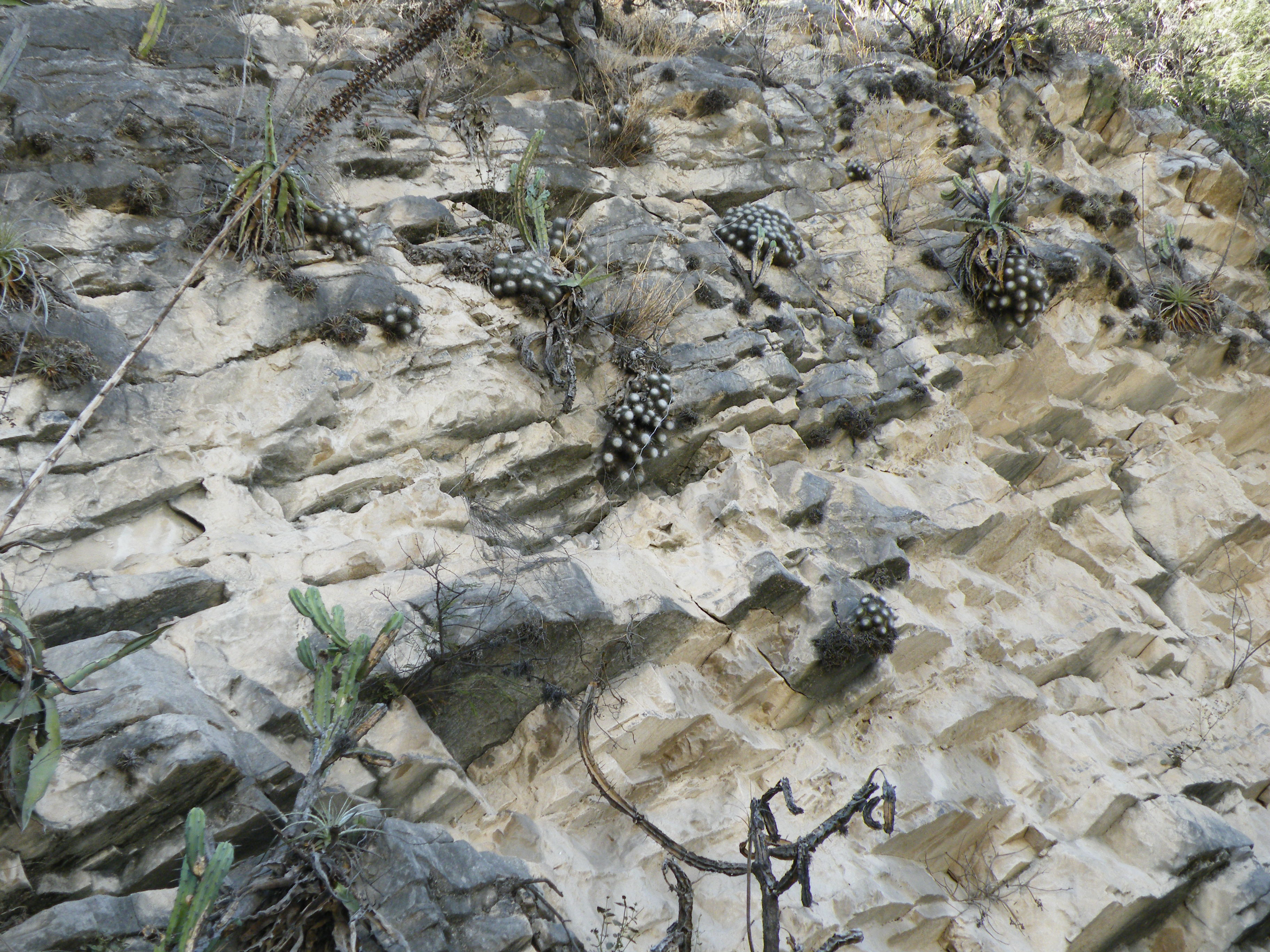
Mammillaria geminispina на скелях в Гіло, штат Ідальго

- Mammillaria leucocentra Berg, 1840
- Mammillaria nobilis Pfeiff., 1840
- Mammillaria geminispina var. nivea Borg, 1951
- Mammillaria geminispina var. brevispina (Hildm.) Backeb., 1961
- Mammillaria geminispina var. nobilis (Pfeiff.) Backeb., 1961
- Mammillaria albata Repp., 1987
- Mammillaria geminispina subsp. leucocentra (Berg) D.R.Hunt, 1997
- Mammillaria geminispina var. tetracantha Lem.
- Mammillaria albata var. longispina
- Mammillaria albata var. sanciro